# Hickstead
Hickstead – osada w Anglii, w hrabstwie West Sussex, w dystrykcie Mid Sussex. Leży 44 km na wschód od miasta Chichester i 60 km na południe od Londynu.